# 約街 (雪梨)
約街是澳洲新南威爾斯州雪梨商業中心區的一條南北向街道，長1.050（0.652英里）。
約街北始高路雲拿街夾巴律菲公路處，經榮日火車站、京街及孖結街，南迄都勞街（Druitt Street）近雪梨大會堂及維多利亞女皇大廈處。
介乎孖結街與都勞街之間路段僅供巴士、單車及服務車輛行駛。